# Jens Schou
Jens Schou (født 2. juli 1943) er en dansk klarinettist, uddannet på Det Kgl. Danske Musikkonservatorium med debutkoncert i 1972, og senere videregående studier i Wien. Jens Schou er blevet slået til Ridder af Dannebrog.
I årene 1969-88 var han medlem af Odense Symfoniorkester som soloklarenetist.
I 1988 blev han docent ved Det Fynske Musikkonservatorium, og fra 1999 lærer på Det Kgl. Danske Musikkonservatorium. Jens har 2 børn med Marianne Aagaard Skovmand.
- Fra 1972-1990 var han medlem af Den Fynske Trio, sammen med Rosalind Bevan (klaver) og Svend Winsløv (cello).
- I 1990 blev han medlem af LINensemble sammen med Erik Kaltoft (klaver) og John Ehde (cello). Ensemblet havde koncertaktivitet i både indland og udland.

Jens Schou er også initiativtager til musikperformeruddannelsen på Det Fynske Musikkonservatorium, og en af initiativtagerne bag Carl Nielsen Klarinetkonkurrencen i Odense.

## Hæder og priser
- Jens Schou er blevet slået til Ridder af Dannebrog.
- I 1972 modtog han Musikanmelderringens Kunstnerpris, og hans ensemble "LINensemble" blev i 2005 nomineret til Nordisk Råds Musikpris.

Igennem sin karriere har Jens Schou også lavet koncerter sammen med digtere som Pia Tafdrup, Inger Christensen, Poul Borum, Suzanne Brøgger, Benny Andersen og Vagn Lundbye. Af andet kan nævnes talrige uropførelser, tilegnelser og førsteopførelser i Danmark, bl.a. kompositioner af Per Nørgård, Ib Nørholm, Pelle Gudmundsen-Holmgreen, Bo Holten, Poul Ruders, Pierre Dørge, Andy Pape og Henryk Górecki.